# 23220 Yalemichaels
23220 Yalemichaels là một tiểu hành tinh vành đai chính với chu kỳ quỹ đạo là 1553.5235468 ngày (4.25 năm).
Nó được phát hiện ngày 1 tháng 11 năm 2000 và được đặt tên cho Yale Stern Michaels.